# Ove Andersson
Ove Andersson (ur. 3 stycznia 1938, zm. 11 czerwca 2008) – szwedzki kierowca rajdowy, były szef zespołu Toyoty w Formule 1. Nazywany był „Påven”.

## Życiorys
W 1971 Andersson wygrał Rajdy Monte Carlo, San Remo, Österreichische, Alpenfahrt i Akropolu. Po inauguracji Mistrzostw Świata w 1973, Andersson jeżdżąc głównie w Toyocie, zajął siedem miejsc na podium w 28 wyścigach. Wygrał w 1975 Rajd Safari w Peugeocie 504.
Na początku 1970 Andersson był też właścicielem własnego zespołu Andersson Motorsport, który później został przekształcony w Toyota Team Europe i osiągnął duże sukcesy w Mistrzostwach Świata.
Andersson był pierwszym szefem zespołu Toyoty w Formule 1. Zaczynał w 2002, a w 2003 odszedł ze stanowiska, lecz nadal pracował jako doradca zespołu.
Andersson zmarł 11 czerwca 2008 w rajdzie weteranów w Południowej Afryce po zderzeniu czołowym z innym pojazdem.